# Suzanne Baumann

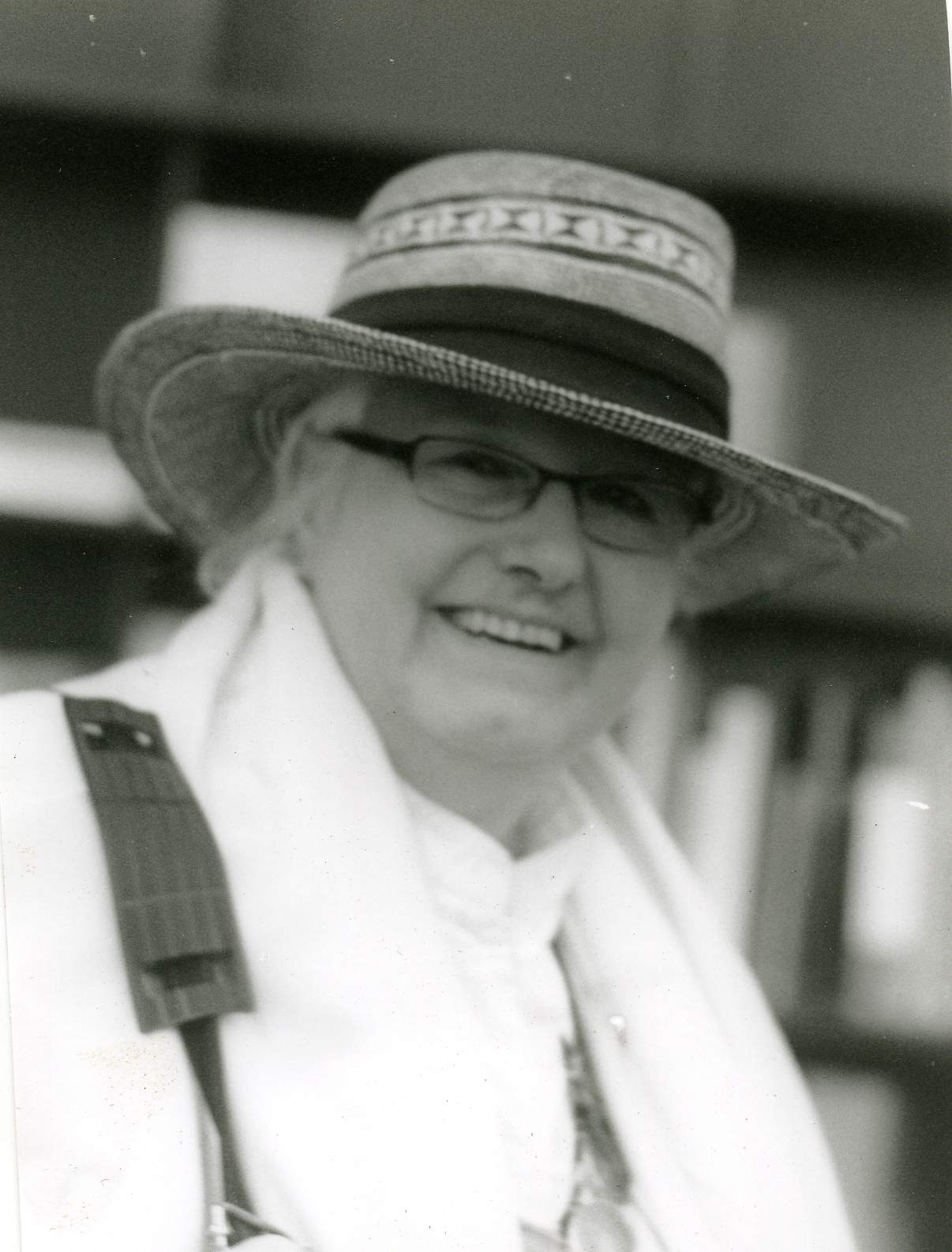
Suzanne Baumann, 2006

Suzanne Else Baumann (* 2. April 1942 in Zürich) ist eine Schweizer Künstlerin.

## Leben
Suzanne Baumann ist das dritte von vier Kindern des Schweizer Seidenfabrikanten Friedrich Baumann aus Schafisheim, Kanton Aargau, und der Künstlerin Lily Else Hansen aus Hellerup, Kopenhagen. Baumann verbrachte ihre Kindheit in Kilchberg am Zürichsee.
Von 1958 bis 1963 studierte sie am Regional College of Art in Manchester, dem Royal College of Art in London, der Königlich Dänischen Kunstakademie in Kopenhagen und der Kunstgewerbeschule Zürich. Von 1963 bis 1971 reiste sie durch Europa, hielt sich am Istituto Svizzero in Rom auf und arbeitete mit der Künstlerin Meret Oppenheim zusammen.
Seit 1969 lebt und arbeitet sie in einem alten Bauernhaus im Ortsteil Marfeldingen von Mühleberg bei Bern.
1970 gründete sie eine Agentur für Design und Werbung für Internationale Medizin-Kongresse und machte wissenschaftliche Zeichnungen für Universitäts-Institute. Sie unternimmt Reisen nach Afrika, Indien, Israel, Libanon, Süd- und Nordamerika. In den achtziger Jahren gründete sie die Musik- und Verlagsagentur ISIS VOICE und organisierte Konzerte mit Künstlern wie James Brown, Ray Charles, Solomon Burke oder Nina Simone. Gleichzeitig entstanden bei ISIS VOICE einige Videoaufnahmen und Video-Clips: wie z. B. "The King of love is dead", eine Hommage an Martin Luther King, zusammen mit Nina Simone.
Sie hat ihre Werke in verschiedenen Museen Europas gezeigt.

## Werke
1989 veröffentlichte Suzanne Baumann ihre ersten Kurzgeschichten Macht und Geheimnis und hält Vorträge über „das Bedürfnis nach Gesamtheit“.
In den achtziger Jahren schuf sie auch das Konzept für „die kleine Weltausstellung“. Diese Ausstellung aus 185 Werken wurde seit 1992 an verschiedenen Orten präsentiert, so im Institut für Moderne Kunst in Nürnberg (1993), an der Umwelttechnologie-Messe „New Earth“ in Osaka (1996) und im Russischen Museum in St. Petersburg (2003). 1994 gewährte die UNESCO in Paris durch ihren Generaldirektor M. F. Mayor der „kleinen Weltausstellung“ ein Patronat, welches 1998 für eine „World-Peace Tour“ zusammen mit der Sängerin und Pianistin Nina Simone erweitert wurde.
Seit 1995 unternahm Suzanne Baumann mehrere Reisen nach Osteuropa. In Belarus organisierte sie mehrere Ausstellungen Schweizer Künstler und initiierte die erste Ausstellung mit Originalwerken von Marc Chagall. Sie organisierte auch Ausstellungen von belarussischen Künstlern in der Schweiz. Aus ihrem Wunsch nach Austausch und Verständigung zwischen den Völkern entstanden die Projekte des „Energie-Turmes“ („Turm der Synopsis und Liebe“) und des „Weltengartens“, die 1997 in Wizebsk präsentiert wurden und sich seither zum Projekt: Natur-Mensch-Kultur weiterentwickelt haben.
Anlässlich der 120-Jahre-Geburtstagsfeier von Kasimir Malewitsch 1998 in Wizebsk wurde ein architektonisches Modell des Turmprojektes präsentiert und ein Manifest Suzanne Baumanns in russischer Übersetzung vom Witebsker Künstler Wassili Wassiljew vorgetragen.
2008, im Rahmen der 130-Jahre-Geburtstagsfeier von Kasimir Malewitsch und gleichzeitiger Ausstellung zu diesem Anlass mit zeitgenössischen Künstlern, wurde in Witebsk ein Erinnerungsbrief und Hommage von Suzanne Baumann an den Künstler verlesen.